# Порошкова металургія

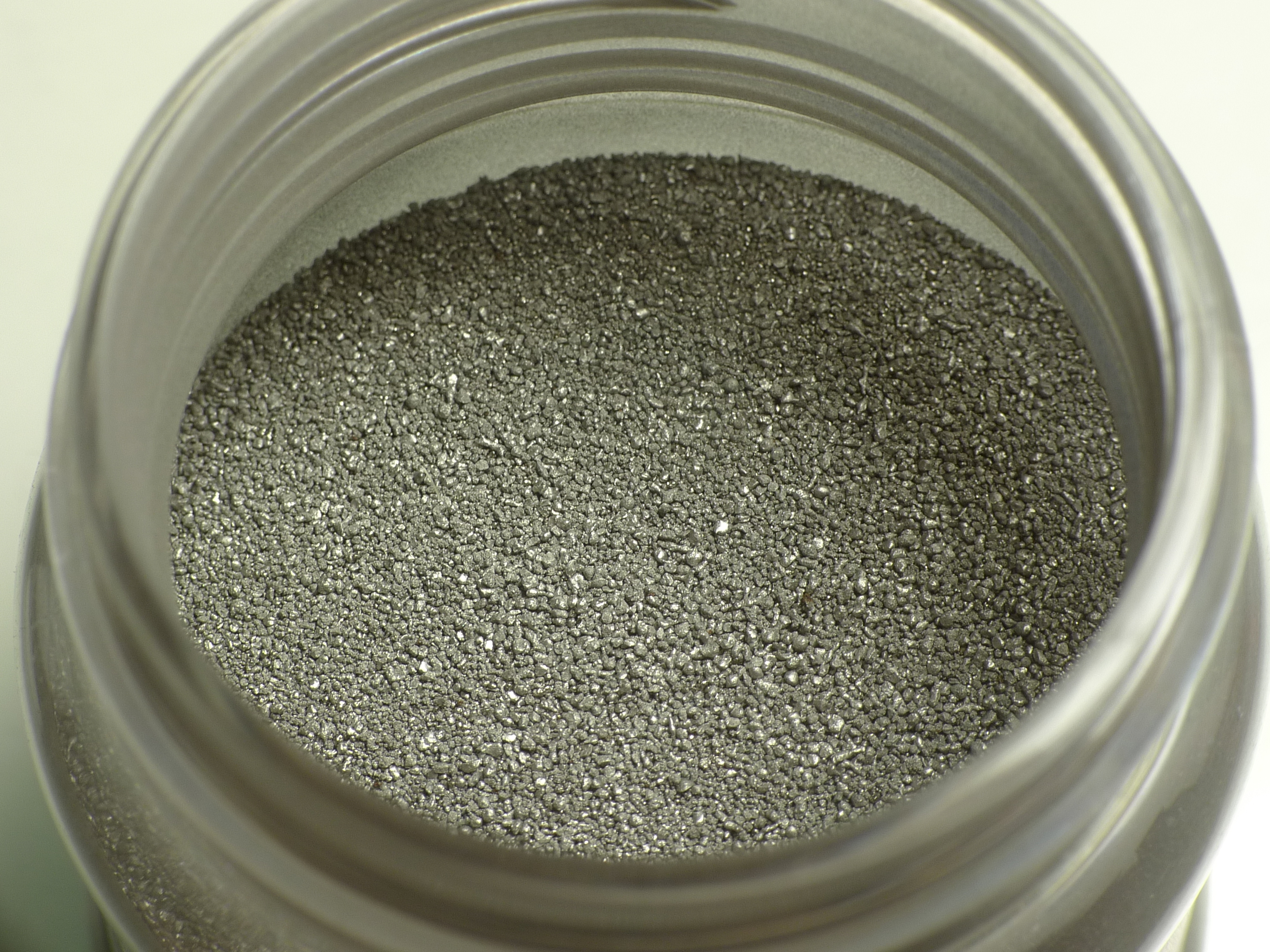
Залізний порошок, що зазвичай використовується для спікання

Порошко́ва металургі́я — галузь науки і техніки, яка охоплює виробництво металевих порошків, а також виробів з них, або їхніх сумішей з неметалевими порошками. Важливими відмінними рисами даної галузі є одержання речовин у порошкоподібному стані та проведення операції нагрівання (спікання) заготовок із порошків при температурі нижче точки плавлення відповідного металу, або у випадку суміші різнорідних порошків, нижче температури плавлення найменш тугоплавкого компонента основи. Отже, послідовне здійснення в єдиному циклі операцій одержання порошку і перетворення його у виріб становить суть порошкової металургії.
Серед наявних різноманітних способів обробки металів порошкова металургія займає своє особливе місце, тому що дозволяє не тільки робити вироби різних форм і призначень, але і створювати принципово нові матеріали, одержати які іншими шляхом украй важко або взагалі неможливо. Порошкова металургія успішно конкурує з литтям, обробкою тиском, різанням та іншими методами, доповнюючи або заміняючи їх.

## Історія

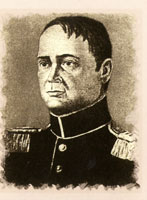
Соболевський Петро Григорович

Заслуга виділення специфічних прийомів обробки металів та об'єднання їх в особливий технологічний метод — порошкову металургію — належить російському вченому Петру Григоровичу Соболевському (1782—1841), якому в роботі допомагав хімік Василь Васильович Любарский (1795—1854). У 1826—1827 році була розроблена технологія виготовлення виробів із платинового порошку (монети, тиглі та ін.), промисловий випуск яких випередив роботу англійця Волластана, який запропонував у 1828 році аналогічний спосіб одержання компактної платини. Першим металом порошкової металургії стала платина, оскільки на той час через високу температуру плавлення не можна було застосувати традиційне для обробки дорогоцінних металів лиття.
Розвиток техніки зробив можливим досягнення високих температур, що привело до освоєння виробництва платинових виробів литтям, у зв'язку із чим до середини XX століття про порошкову металургію знову забули і згадали лише через 50 років, коли бурхливий розвиток електротехніки став вимагати матеріалів (таких як дріт з тугоплавких металів, мідно-графітові щітки й т.п.), які не можна було виготовити звичайними, відомими в той час методами. Потім з'явилися різноманітні вироби з порошків: самозмащувальні вальниці, тверді сплави для обробки високоміцних нових матеріалів, магнітні матеріали тощо. Зараз важко назвати область сучасної техніки, де б не застосовувалися методи порошкової металургії для виготовлення виробів або самі порошкові вироби.
Освоєння технології різних порошків дало поштовх розвитку робіт в області виробництва з них матеріалів і виробів конструкційного призначення. Крім технологічних розробок були проведені великі дослідження в області створення наукових основ порошкового металознавства та порошкової металургії в цілому.

## Схема виробництва
Типова технологічна схема виробництва заготовок і виробів методом порошкової металургії включає чотири основні операції:
1. одержання порошку вихідного матеріалу;
2. формування заготовки з нього;
3. спікання;
4. остаточну обробку (регулювання структури, калібрування, механічну і хіміко-термічну обробки).

Кожна з зазначених операцій вносить свій важливий внесок у формування всіх властивостей кінцевих порошкових виробів. Можливі відхилення від наведеної типової технологічної схеми можуть виражатися в поєднанні операцій формування і спікання при гарячому пресуванні, у спіканні вільно насипаного порошку (при відсутності формованої заготовки з порошку), у відсутності будь-якої обробки після спікання та ін.
Сукупність основних технологічних операцій дозволяє вирішувати за допомогою порошкової металургії два найважливіших завдання:
- виготовлення матеріалів і виробів з особливими складами, структурами та властивостями, які недосяжні іншими методами виробництва; прикладом можуть служити порошкові матеріали і пористі вироби (антифрикційні, фрикційні вироби, фільтри та ін.), високотемпературні тугоплавкі метали, дисперснозміцненні, волокнисті матеріали та ін.), інструментальні (тверді сплави, надтверді матеріали й ін.) і ін.;
- здешевлення виготовлення матеріалів і виробів зі звичайними складами, структурами і властивостями.

### Класифікація методів одержання порошків
Виробництво порошку — перша технологічна операція методу порошкової металургії. Способи одержання порошків досить різноманітні, що дозволяє широко варіювати їхні властивості. Це, у свою чергу, уможливлює додання виробам з порошку необхідних фізичних, механічних та інших спеціальних властивостей. Крім того, метод виготовлення порошку значною мірою визначає його якість і собівартість.
Способи одержання порошків діляться на механічні та фізико-хімічні.
Механічні методи забезпечують перетворення вихідного матеріалу в порошок без помітної зміни його хімічного складу. Найчастіше використовують подрібнення твердих матеріалів у млинах різних конструкцій і диспергування розплавів.
До фізико-хімічних методів відносять технологічні процеси виробництва порошків, пов'язані з фізико-хімічними перетвореннями вихідної сировини (напр. механічне легування). У результаті одержуваний порошок за хімічним складом істотно відрізняється від вихідного матеріалу.

#### Механічні методи одержання порошків
Основними механічними методам одержання порошків є:
- Подрібнення і розмелювання твердих матеріалів. Здрібнювання стружки, обрізків і компактних матеріалів проводять у кульових, вихрових, молоткових та інших млинах, к. к. д. яких порівняно невеликий. Одержують порошки заліза, міді, марганцю, латуні, бронзи, хрому, алюмінію, сталей.
- Диспергування розплаву. Струмінь розплавленого металу диспергують механічним способом (впливом відцентрових сил та ін.) або діючи на нього потоком енергоносія (газу або рідини). Одержують порошки алюмінію, свинцю, цинку, бронзи, латуні, заліза, чавуну, сталі.
- Грануляція розплаву. Порошок утвориться при зливанні розплавленого металу в рідину (наприклад, у воду). Одержують великі порошки заліза, міді, свинцю, олова, цинку.
- Обробка твердих (компактних) металів різанням. При верстатній обробці литих металів або сплавів підбирають такий режим різання, що забезпечує утворення часток, а не стружки. Одержують порошки сталі, латуні, бронзи, магнію.

Механічне здрібнювання компактних металів широко поширено в порошковій металургії. Здрібнювання може бути дробленням, розмелом, стиранням. Найдоцільніше застосовувати механічне здрібнювання при виробництві порошків крихких металів і сплавів, таких як Si, Be, Cr, Mn, сплави Al з Mg та ін. Розмелення в'язких пластичних металів (Zn, Al, Cu) ускладнений, тому що вони в основному розплющуються, а не руйнуються.
При здрібнюванні комбінують розчавлювання та удар (при одержанні великих часток) і стирання та удар (при тонкому здрібнюванні). При дробленні затрачувана енергія витрачається на пружну та пластичну деформацію, на теплоту та на утворення нових поверхонь. При дробленні під дією зовнішніх сил у найслабших місцях тіла утворюються тріщини, які починаються з поверхні. Руйнування спостерігається тоді, коли тріщини перетинають тверде тіло по всьому його перетині в одному або декількох напрямках. У момент руйнування напруги в тілі, що деформується, перевищують деяке граничне значення (межа міцності матеріалу).
Серед методів здрібнювання твердих матеріалів найбільше поширення отримали обробка металів різанням з утворенням дрібної стружки або обпилювань, здрібнювання металу в кульових, вихрових, молоткових та інших млинах, ультразвукове диспергування.

### Формування виробів із порошків

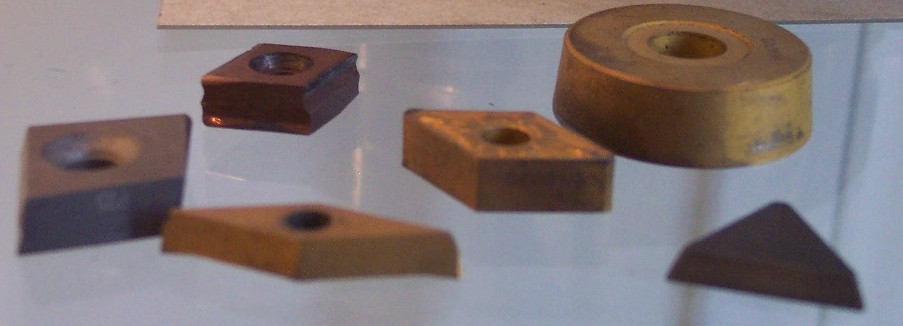
Твердосплавні пластинки для різального інструменту, отримані гарячим пресуванням

Формування — це процес отримання заготовки (виробу) заданої форми і розмірів у результаті ущільнення порошку. Перед формуванням порошок піддають термообробці (відпалу) з метою підвищення пластичності та покращення його здатності до пресування або прокатування. Найпоширенішим способом формування готових виробів є холодне та гаряче пресування, вальцювання та шлікерне лиття.
- Пресування. Вироби пресують у прес-формах. Зусилля прикладають з одного або з двох чи більше боків.
  - Однобічне пресування застосовують для виготовлення виробів простої форми (втулки, кільця тощо). Під дією пуансона порошок ущільнюється, деформується, і частинки руйнуються.
  - У процесі двобічного пресування два пуансони рухаються назустріч один одному. Цим способом пресування виготовляють вироби, в яких відношення висоти до діаметра перевищує 2. Внаслідок зустрічного руху двох пуансонів збільшується рівномірність розподілу густини частинок порошку за висотою. Для досягнення однакової середньої густини порошку прикладають зусилля, яке на 30-40 % менше, ніж у ході однобічного пресування. Для отримання виробів складної форми використовують машини з кількома пуансонами.
  - Мундштукове пресування застосовують у випадку отримання виробів, довжина яких значно перевищує їх діаметр (стрижні, труби тощо). Ці вироби виготовляють із порошків, які важко пресуються (порошки берилію, вольфраму тощо). Процес отримання виробів полягає в тому, що порошок, який перебуває в порожнині контейнера, витискається пуансоном через отвір мундштука матриці. Профіль отриманого виробу визначається формою отвору мундштука і може бути як простим, так і досить складним. Щоб підвищити густину матеріалу кінцевого виробу, використовують вібрацію, яка до порошку передається через контейнер або пуансон. За допомогою вібрації можна зменшити в кілька разів зусилля на пуансоні.
  - Гаряче пресування характеризується поєднанням двох процесів: пресування та спікання виробів. У процесі нагрівання порошку до високих температур (майже до температури спікання) підвищується його пластичність, тому тиск у ході пресування значно нижчий. Гарячим пресуванням можна отримати вироби з порошків, які важко сформувати. Це порошки жароміцних матеріалів, твердих сплавів і чистих тугоплавких металів (вольфрам, молібден).
- Вальцювання є іншим економічно вигідним способом виготовлення виробів. Заготовки виготовляють безперервним формуванням, а потім спікають. Цим способом отримують стрічки та стрижні. Вальцювання можна проводити у вертикальному та горизонтальному напрямках. У процесі вальцювання у вертикальному та горизонтальному напрямках порошок з бункера безперервно надходить у отвір між валиками. У ході обертання валків порошок стискається і витягується в стрічку або лист певної товщини. Застосовуючи бункер з однією або кількома перегородками, можна отримати дво- або багатошарові вироби (стрічки, листи) з різних за складом матеріалів. Вальцюванням отримують листи товщиною 0,025-3 мм і шириною до 300 мм і стрижні різного профілю.
- Шлікерне лиття застосовують для виготовлення виробів складної форми (наприклад, лопаті турбін) із крихких і твердих порошків (карбідів, силіцидів, нітридів тощо). Шлікером називають суспензію порошку та рідини, яку заливають у гіпсову або керамічну форму. Рідина із шлікера виходить крізь шпари у формі, а в середині неї утворюється виріб. Підсушений виріб витягують із форми, для чого форму руйнують. Після остаточного висушування виріб опікають.

### Спікання виробів
Вироби, отримані з порошків, мають малу міцність. Щоб надати їм більшої міцності та твердості, їх спікають. Спіканням називають відпалення виробів за температури, яка становить 0,7-0,8 температури плавлення основної складової шихти. Час спікання становить 1-2 години. Під час спікання у виробах відбуваються складні фізико-хімічні процеси (відновлення оксидів, дифузія, рекристалізація, зняття залишкових напружень), поліпшуються механічні властивості тощо.
Спікання — процес досить тривалий, який потребує великих затрат енергії. Щоб скоротити час спікання, використовують ультразвук, магнітне поле тощо. До хімічних чинників, які прискорюють процес спікання, належать окисно-відновні реакції. Важливу роль відіграє склад атмосфери, в якій проводять спікання. Атмосфера може бути захисною або відновною. У промисловості використовують атмосфери водню, дисоційованого аміаку. Ефективним є також вакуум. Однак використання вакууму підвищує собівартість виробів. Тому у вакуумі спікають лише вироби, виготовлені з порошків титану, танталу, ніобію, берилію.
Спікання проводять у печах різного типу, які працюють періодично та безперервно. Печі періодичної дії використовують у ході спікання невеликих партій порошкових виробів. У процесі масового виробництва виробів використовують методичні печі безперервної дії (конвеєрні, з рухомим череном тощо).

### Остаточна обробка виробів
У разі потреби порошкові вироби піддають ще додатковій обробці. Остаточна обробка складається з таких операцій: калібрування, різання, термічної та хіміко-термічної обробки, повторного спікання тощо. У процесі калібрування уточнюють розміри виробів, ущільнюють і полірують їх поверхні тощо. Різання (точіння, свердління, фрезерування тощо) застосовують тоді, коли пресуванням не можна виготовити вироби потрібної форми та розмірів, для нарізання внутрішньої та зовнішньої різьби, отримання вузьких, але глибоких отворів тощо. У процесі різання користуються інструментами, виготовленими з надтвердих сплавів або алмазів. Термічну та хіміко-термічну обробку виробів проводять так само, як для металів і сплавів. Повторне пресування проводять тоді, коли під час першого пресування не можна отримати виріб складної форми.

## Особливості застосування вУкраїні
В Україні методи порошкової металургії знайшли застосування в таких виробництвах:
- металообробці на заміну технологій обробки різанням з досягненням значного зниження (у 3-5 разів) показників витрат металів, собівартості виробів і підвищення у 1,5-2 рази продуктивності праці;
- матеріалів на основі залізного порошку на заміну лиття кольорових металів;
- інструментальних високостійких, високоміцних матеріалів;
- фрикційних матеріалів для систем гальмування авіаційного, залізничного, автомобільного транспорту, машин і механізмів різного призначення;
- антифрикційних матеріалів для підшипників різного призначення;
- високопористих матеріалів для фільтрів очищення рідин;
- жароміцних, жаростійких і стійких до агресивних середовищ матеріалів;
- магнітних матеріалів (для постійних магнітів, феритів, магнето-електриків та ін.).

Україна має для розвитку галузі значні запаси залізних і марганцевих руд, коксівного вугілля, флюсових та вогнетривких матеріалів, їх родовища дуже вдало поєднуються — переважно у Придніпров'ї та Донбасі.
Взагалі за обсягом виробництва продукції чорної металургії Україна тривалий час входила до числа провідних країн Європи і світу. Так, у 80-х рр. XX ст. тут щорічно видобувалося 120—125 млн т залізної руди, 7 млн т марганцевої руди, виплавлялося 55 млн т сталі. Зараз аналогічні показники значно скромніші — приблизно 55 млн т залізної руди, менше 3 млн т марганцевої руди, 32 млн т сталі (станом на 2000 рік). В останні роки постійно збільшується виробництво прокату, феросплавів, сталевих труб. Ці товари у значних обсягах експортуються за межі України; загалом продукція чорної металургії дає країні найбільше валютних надходжень від експорту.
Але в Україні поки що слабо розвиваються недоменні способи виробництва чорних металів, які є екологічно чистими, а саме електрометалургія  і порошкова металургія. Що є негативною рисою, адже широке застосування технологій порошкової металургії в умовах масового виробництва сприятиме підвищенню ефективності народного господарства.

## Перспективи розвитку порошкової металургії
Завдяки структурним особливостям продукти порошкової металургії більш термостійкі, краще переносять дію циклічних коливань температури і напруги, а також ядерного опромінювання, що дуже важливе для матеріалів нової техніки.
Порошкова металургія має і недоліки, що гальмують її розвиток: порівняно висока вартість металевих порошків, необхідність спікання в захисній атмосфері, що також збільшує собівартість виробів порошкової металургії, неможливість виготовлення в деяких випадках виробів і заготовок великих розмірів, складність отримання металів і сплавів у компактному стані, необхідність застосування чистих початкових порошків для отримання чистих металів.
Недоліки порошкової металургії і деякі її переваги не можна розглядати як чинники постійної дії: в значній мірі вони залежать від стану і розвитку як самої порошкової металургії, так і інших галузей промисловості. У міру розвитку техніки порошкова металургія може витіснятися з одних областей і, навпаки, завойовувати інші. Розвиток дугового, електронно-променевого, плазмового зварювання і електроімпульсного нагріву дозволили отримувати недосяжні раніше температури, унаслідок чого питома вага порошкової металургії у виробництві дещо знизилася. Разом з тим прогрес техніки високих температур ліквідував такі недоліки порошкової металургії, як, наприклад, складність приготування порошків чистих металів і сплавів: метод розпорошення дає можливість з достатньою повнотою і ефективністю видалити в шлак домішки і забруднення, що містяться в металі до розплавлення. Завдяки створенню методів всебічного стискання порошків при високих температурах в основному подолані і труднощі виготовлення безпористих заготовок великих розмірів.